# WWWA World Championship
Il WWWA World Championship è stato un titolo di wrestling promosso dalla World Women's Wrestling Association e dalla All Japan Women's Pro-Wrestling riservato alla divisione femminile.
Il titolo, discendente dell'originale Women's World Championship, è stato attivo a partire dal 1937 fino al 2017, quando fu disattivato. Il suo successore è considerato il World of Stardom Championship, titolo massimo della World Wonder Ring Stardom. 

## Albo d'oro
| #  | Campione        | Regno | Data              | Giorni  | Località                | Evento                              | Note | Fonti |
| -- | --------------- | ----- | ----------------- | ------- | ----------------------- | ----------------------------------- | --- | ----- |
| 1  | Mildred Burke   | 1     | gennaio 1937      | —       | —                       | House show                          | Burke si riconosce come la prima campionessa mondiale, anche quando la National Wrestling Alliance smise di riconoscerla come tale in seguito ad un finale controverso in un incontro titolato contro June Byers, il 20 agosto 1954. In seguito alla decisione della NWA, Burke tornò nella World Women's Wrestling Association, da lei fondata, continuando a difendere il titolo. |       |
| —  | Vacante         | —     | 1956              | —       | —                       | —                                   | Il titolo fu reso vacante quando Mildred Burke si ritirò da campionessa. |       |
| 2  | Marie Vagnone   | 1     | agosto 1970       | —       | Los Angeles, California | House show                          | La Vagnone vinse un torneo per riassegnare il titolo, vacante da oltre dieci anni. |       |
| 3  | Aiko Kyo        | 1     | 15 ottobre 1970   | 511     | Tokyo, Giappone         | House show                          | | [ 2 ] |
| 4  | Jean Antoine    | 1     | 9 marzo 1972      | 6       | Ōtawara, Giappone       | House show                          | |       |
| 5  | Aiko Kyo        | 2     | 15 marzo 1972     | 42      | Nagoya, Giappone        | House show                          | | [ 3 ] |
| 6  | Sandy Starr     | 1     | 26 aprile 1972    | 28      | Osaka, Giappone         | House show                          | |       |
| 7  | Aiko Kyo        | 3     | 24 maggio 1972    | 38      | Fukuoka, Giappone       | House show                          | |       |
| 8  | Sarah Lee       | 1     | 1 luglio 1972     | 25      | Tokyo, Giappone         | House show                          | | [ 4 ] |
| 9  | Miyoko Hoshino  | 1     | 26 luglio 1972    | 293     | Kasukabe, Giappone      | House show                          | |       |
| 10 | Sandy Parker    | 1     | 15 maggio 1973    | 56      | Chōshi, Giappone        | House show                          | |       |
| 11 | Miyoko Hoshino  | 2     | 10 luglio 1973    | 63      | Kasama, Giappone        | House show                          | |       |
| 12 | Jumbo Miyamoto  | 1     | 11 settembre 1973 | 172     | Tokyo, Giappone         | House show                          | |       |
| 13 | Bambi Ball      | 1     | 2 marzo 1974      | —       | Kawasaki, Giappone      | House show                          | |       |
| —  | Vacante         | —     | marzo 1974        | —       | —                       | —                                   | Il titolo fu reso vacante in seguito ad un infortunio di Bambi Ball. |       |
| 14 | Jumbo Miyamoto  | 2     | 6 marzo 1974      | 26      | Maebashi, Giappone      | House show                          | La Miyamoto vinse uno spareggio per il titolo vacante sconfiggendo Jane O'Brien. |       |
| 15 | Jackie West     | 1     | 1 aprile 1974     | 23      | Kōbe, Giappone          | House show                          | | [ 5 ] |
| 16 | Jumbo Miyamoto  | 3     | 24 aprile 1974    | 329     | Kumamoto, Giappone      | House show                          | |       |
| 17 | Mach Fumiake    | 1     | 19 marzo 1975     | 14      | Tokyo, Giappone         | House show                          | |       |
| 18 | Jumbo Miyamoto  | 4     | 2 aprile 1975     | 248     | Osaka, Giappone         | House show                          | |       |
| 19 | Mariko Akagi    | 1     | 15 marzo 1976     | 33      | Tokyo, Giappone         | House show                          | |       |
| 20 | Jumbo Miyamoto  | 5     | 17 aprile 1976    | 52      | Toyokawa, Giappone      | House show                          | |       |
| 21 | Maki Ueda       | 1     | 8 giugno 1976     | 175     | Tottori, Giappone       | House show                          | |       |
| 22 | Mariko Akagi    | 1     | 30 novembre 1976  | 241     | Tokyo, Giappone         | House show                          | | [ 6 ] |
| 23 | Maki Ueda       | 2     | 29 luglio 1977    | 95      | Tokyo, Giappone         | House show                          | |       |
| 24 | Jackie Sato     | 1     | 1 novembre 1977   | 637     | Tokyo, Giappone         | House show                          | |       |
| 25 | Monster Ripper  | 1     | 31 luglio 1979    | 44      | Tokyo, Giappone         | House show                          | |       |
| 26 | Jackie Sato     | 2     | 13 settembre 1979 | 184     | Tokyo, Giappone         | House show                          | |       |
| 27 | Monster Ripper  | 2     | 15 marzo 1980     | 146     | Kawasaki, Giappone      | House show                          | |       |
| —  | Vacante         | —     | 8 agosto 1980     | —       | —                       | —                                   | Il titolo venne reso vacante a causa di un finale controverso in una difesa contro Jackie Sato. |       |
| 28 | Jackie Sato     | 3     | 16 dicembre 1980  | 71      | Tokyo, Giappone         | House show                          | La Sato vinse uno spareggio per il titolo vacante sconfiggendo Nancy Kumi. |       |
| 29 | Rimi Yokota     | 1     | 25 febbraio 1981  | 801     | Yokohama, Giappone      | House show                          | |       |
| 30 | La Galáctica    | 1     | 7 maggio 1983     | 25      | Kawasaki, Giappone      | House show                          | |       |
| 31 | Jaguar Yokota   | 2     | 1 giugno 1983     | 914-925 | Ōmiya-ku, Giappone      | House show                          | Precedentemente campionessa con il nome di Rimi Yokota. | [ 7 ] |
| —  | Vacante         | —     | dicembre 1985     | —       | —                       | —                                   | Il titolo fu reso vacante quando Jaguar Yokota si ritirò da campionessa. |       |
| 32 | Devil Masami    | 1     | 12 dicembre 1985  | 254     | Tokyo, Giappone         | House show                          | Masami vinse uno spareggio per il titolo vacante sconfiggendo Dump Matsumoto. Durante questo regno Masami difese anche l'All Pacific Championship. |       |
| 33 | Yukai Omori     | 1     | 23 agosto 1986    | 423     | Kawasaki, Giappone      | House show                          | |       |
| 34 | Chigusa Nagayo  | 1     | 20 ottobre 1987   | 310     | Tokyo, Giappone         | War Dream                           | In un incontro in cui era in palio anche l'All Pacific Championship. | [ 8 ] |
| 35 | Lioness Asuka   | 1     | 25 agosto 1988    | <1      | Kawasaki, Giappone      | House show                          | Asuka vinse il titolo a tavolino a causa di un infortunio della Nagayo. |       |
| —  | Vacante         | —     | 25 agosto 1988    | —       | —                       | —                                   | Lioness Asuka rifiutò il titolo, rendendolo vacante. |       |
| 36 | Lioness Asuka   | 2     | 29 gennaio 1989   | 171     | Tokyo, Giappone         | House show                          | Asuka sconfisse Chigusa Nagayo in uno spareggio per il titolo vacante |       |
| —  | Vacante         | —     | 19 luglio 1989    | —       | —                       | —                                   | Il titolo fu reso vacante quando Lioness Asuka si ritirò da campionessa. |       |
| 37 | Bull Nakano     | 1     | 4 gennaio 1990    | 1.057   | Tokyo, Giappone         | House show                          | Nakano vinse un torneo per riassegnare il titolo vacante sconfiggendo in finale Mitsuko Nishiwaki. |       |
| 38 | Aja Kong        | 1     | 26 novembre 1992  | 850     | Kawasaki, Giappone      | Dream Rush                          | |       |
| 39 | Manami Toyota   | 1     | 26 marzo 1995     | 93      | Yokohama, Giappone      | Wrestling Queendom Victory          | |       |
| 40 | Aja Kong        | 2     | 27 giugno 1995    | 64      | Sapporo, Giappone       | Zenjo Movement                      | |       |
| 41 | Dynamite Kansai | 1     | 30 agosto 1995    | 96      | Osaka, Giappone         | Queen's Holy Night                  | |       |
| 42 | Manami Toyota   | 2     | 4 dicembre 1995   | 370     | Tokyo, Giappone         | Monday Night Sensation              | |       |
| 43 | Kyoko Inoue     | 1     | 8 dicembre 1996   | 154     | Tokyo, Giappone         | Kokugikan Chojoden                  | |       |
| —  | Vacante         | —     | 11 maggio 1997    | —       | —                       | —                                   | La Inoue rese volontariamente vacante il titolo dopo che una difesa titolata contro Kaoru Ito terminò in pareggio. | [ 9 ] |
| 44 | Kyoko Inoue     | 2     | 17 giugno 1997    | 64      | Sapporo, Giappone       | Zenjo Transformation                | La Inoue vinse uno spareggio per riassegnare il titolo sconfiggendo Kaoru Ito. |       |
| 45 | Yumiko Hotta    | 1     | 20 agosto 1997    | 213     | Tokyo, Giappone         | Budokan Queens                      | |       |
| 46 | Shinobu Kandori | 1     | 21 marzo 1988     | 354     | Tokyo, Giappone         | House show                          | |       |
| 47 | Yumiko Hotta    | 2     | 10 marzo 1999     | 123     | Tokyo, Giappone         | House show                          | |       |
| 48 | Kyoko Inoue     | 3     | 11 luglio 1999    | 103     | Tokyo, Giappone         | Odaiba W Explosion                  | |       |
| 49 | Yumiko Hotta    | 3     | 22 ottobre 1999   | 74      | Fukuoka, Giappone       | Neo Ladies                          | |       |
| 50 | Manami Toyota   | 3     | 4 gennaio 2000    | 257     | Tokyo, Giappone         | House show                          | |       |
| 51 | Kaoru Ito       | 1     | 17 settembre 2000 | 525     | Tokyo, Giappone         | Zenjo Stroke                        | |       |
| 52 | Manami Toyota   | 4     | 24 febbraio 2000  | 132     | Yokohama, Giappone      | Zenjo Turbulence                    | |       |
| 53 | Kaoru Ito       | 2     | 6 luglio 2002     | 106     | Tokyo, Giappone         | Japan Grand Prix                    | |       |
| 54 | Momoe Nakanishi | 1     | 20 ottobre 2002   | 203     | Kawasaki, Giappone      | Dream Explosion                     | |       |
| 55 | Ayako Hamada    | 1     | 11 maggio 2003    | 238     | Yokohama, Giappone      | 35° Anniversary                     | |       |
| 56 | Amazing Kong    | 1     | 4 gennaio 2004    | 119     | Tokyo, Giappone         | The Legend of Women's Pro Wrestling | |       |
| 57 | Ayako Hamada    | 2     | 2 maggio 2004     | 224     | Tokyo, Giappone         | New Wave                            | |       |
| 58 | Nanae Takahashi | 1     | 12 dicembre 2004  | 17      | Kawasaki, Giappone      | Rising Generation Special           | |       |
| —  | Vacante         | —     | 29 dicembre 2004  | —       | —                       | —                                   | Il titolo fu dichiarato vacante in seguito ad un infortunio della Takahashi. |       |
| 59 | Kumiko Maekawa  | 1     | 3 gennaio 2005    | 447     | Tokyo, Giappone         | Dead or Alive                       | La Maekawa vinse uno spareggio per il titolo vacante contro Ayako Hamada. |       |
| 60 | Nanae Takahashi | 2     | 26 marzo 2006     | <1      | Tokyo, Giappone         | Kumiko Maekawa Retirement Show      | |       |
| —  | Disattivato     | —     | 26 marzo 2006     | —       | —                       | —                                   | Il titolo fu disattivato con la chiusura della federazione. |       |